# Marco Bandiera
Marco Bandiera (Castelfranco Veneto, 12 giugno 1984) è un ex ciclista su strada italiano, professionista dal 2008 al 2016.

## Carriera
Dopo cinque stagioni tra i dilettanti Elite/Under-23, due con la Filmop e tre con la Zalf-Désirée-Fior, diventa professionista nel 2008 con la Lampre-Fondital diretta da Giuseppe Saronni. Dopo due stagioni passa al Team Katusha, rimanendovi una sola annata, per poi trasferirsi, nel 2011, alla squadra belga Quickstep/Omega Pharma.
Nel 2013 gareggia tra le file del neonato team Professional Continental svizzero IAM Cycling, mentre per il 2014 si accasa all'Androni Giocattoli-Venezuela, con cui rimane per tre stagioni senza però ottenere vittorie. A fine 2016 annuncia il ritiro dal professionismo per dedicarsi, assieme all'ex compagno Tiziano Dall'Antonia, a un'azienda di abbigliamento sportivo.

## Palmarès
- 2006 (Zalf-Désirée-Fior, due vittorie)

Trofeo ZSŠDI
Gran Premio Capodarco
- 2007 (Zalf-Désirée-Fior, tre vittorie)

1ª tappa Giro del Veneto e delle Dolomiti
3ª tappa Giro del Veneto e delle Dolomiti
1ª tappa Giro della Valle d'Aosta

### Altri successi
- 2015 (Androni Giocattoli)

Classifica Traguardi Volanti Giro d'Italia
Premio Fuga Pinarello Giro d'Italia

## Piazzamenti

### Grandi Giri
- Giro d'Italia

2012: 140º
2014: 142º
2015: 155º
- Tour de France

2009: 145º

### Classiche monumento
- Milano-Sanremo

2009: 110º
2013: 83º
2015: 83º
- Giro delle Fiandre

2009: 41º
2013: 48º
2014: 87º
2015: 68º
- Parigi-Roubaix

2008: 94º
2009: 53º
2011: 97º
2013: 39º
- Giro di Lombardia

2016: ritirato